# Mój świat
Mój świat – singel polskiego piosenkarza Dawida Kwiatkowskiego z akustycznego albumu studyjnego 9893 Akustycznie. Wydany został 20 lutego 2014 roku przez wytwórnię płytową My Music. Utwór stanowi akustyczną wersję piosenki o tym samym tytule, pochodzącej z debiutanckiego albumu piosenkarza, 9893. Gościnnie w utworze wystąpił Patryk Kumór. Nagrania zrealizowano w MaQ Records Studio. Do singla nakręcono teledysk.

## Lista utworów i formaty singla
Opracowano na podstawie materiału źródłowego.
- digital download

1. „Mój świat” (Acoustic Version) (gościnnie: Patryk Kumór) – 3:58